# Zelos
Zelos (in greco antico: Ζῆλος?, Zêlos) è un personaggio della mitologia greca, la personificazione dell'Ardore e figlio del titano Pallante e 
della ninfa Oceanina Stige.

## Geneaolgia
È fratello di Nike, Bia e Cratos.

## Mitologia
Zelos veniva anche identificato con la personificazione della gelosia romantica (che si può ricondurre all'ardore) ed era strettamente connesso con Eris. 
Il suo nome latino era Invidia ed a causa di questa relazione tra i due elementi la sua forma romana era talvolta associata ai sette peccati capitali.